# Degodehaus (Oldenburg)

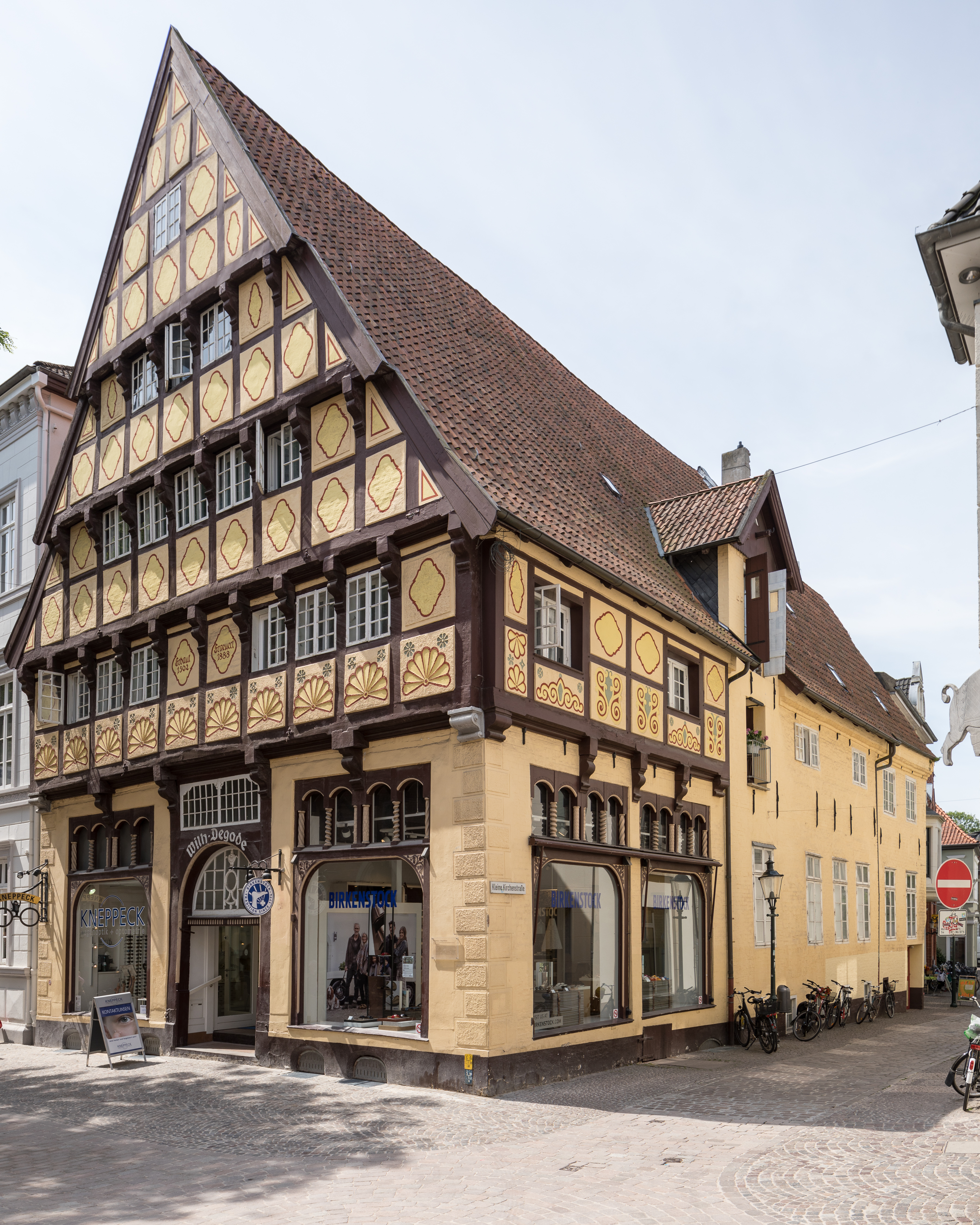
Degode-Haus in Oldenburg

Das Degodehaus am Markt ist ein historisches Gebäude in Oldenburg. 
Der stattliche Fachwerkbau überstand den großen Stadtbrand von 1676 und gilt als letztes mittelalterliches Patrizierhaus Oldenburgs. 
Das typische spätmittelalterliche Wohndielenhaus wurde 1502 von Christopher Stindt erbaut, wie aus der Datierung an einem Querbalken der Giebelfront hervorgeht. Seine heutige Gestalt erhielt es 1617. Graf Anton Günther (1603–1667) schenkte es seinem Geheimen Rat Mylius von Gnadenfeld zur Hochzeit. 
Im Haus zeigt eine 1645 von Mylius von Gnadenfeld in Auftrag gegebene bemalte Holzdecke eine allegorische Darstellung der damals bekannten Erdteile Europa, Asien, Afrika und Amerika nach dem Vorbild niederländischer Kupferstiche. Das seit 1790 durch eine Stuckdecke verdeckte 39 Quadratmeter große Deckengemälde wurde 1992 wiederentdeckt. 
Im Laufe der Zeit wechselte das ehemals „adlig freie Haus“ mehrmals seinen Besitzer und diente verschiedenen Zwecken. Die Verwendung als „Kaufmannshaus“ datiert erst aus dem 19. Jahrhundert. 
1860 übernahm Wilhelm Degode aus Jever das Haus nebst Geschäft. Seitdem trägt das Haus den Namen Degode. 1862 wurde im Degodehaus der Maler Georg Wilhelm Degode geboren.
Das Haus befindet sich in Privatbesitz.